# Аврамов, Румен Любенов
Румен Любенов Аврамов (болг. Румен Любенов Аврамов, родился 18 апреля 1953 года в Париже) — болгарский экономист и историк экономики, один из пионеров развития либеральной экономики в стране.

## Биография[1]

### Карьера
Родился 18 апреля 1953 года во французской столице. Получил образование во французском лицее в Сантьяго в 1969 году, окончил Высший экономический институт имени Карла Маркса в Софии в 1974 году. Доктор экономических наук (1986). Долгое время работал в экономическом институте Болгарской академии наук, с 1990 года экономический советник президента Болгарии Желю Желева, с 1991 года основатель Агентства по экономическому программированию и развитию (заместитель председателя). С 1994 года член совета управления Центра либеральных стратегий, с 1997 по 2002 годы член совета управления Болгарского народного банка. Член совета управления Болгарской макроэкономической ассоциации.
Аврамов был хорошо знаком с советским и российским экономистом Андреем Полетаевым, отметив его глубокий уровень исследования так называемых длинных циклов в экономике, а также подтвердил важность открытия советским экономистом Николаем Кондратьевым группы экономических циклов, получивших имя Кондратьева.

### Убеждения
Аврамов является одним из сторонников рыночной экономики, который поддерживает развитие в Болгарии новой институциональной теории, но при этом констатирует, что в Болгарии эта теория находится ещё только на стадии зарождения. Он считает, что коммунистическая власть в Болгарии создала в стране упорядоченную и прозрачную систему коррупции, которая вкупе с национализацией предприятий и природных ресурсов позволила «коррумпировать сословия, личности и дух».